# Grillo Parlante (Disney)
Il Grillo Parlante (Jiminy Cricket), nei fumetti chiamato Grillo saggio, è un personaggio immaginario del Classico Disney Pinocchio: il grillo parla con il burattino e lo ammonisce, impersonando la voce della coscienza che cerca di orientare Pinocchio verso le scelte giuste. Il personaggio è tratto dal Grillo Parlante ideato da Carlo Collodi per il romanzo de Le avventure di Pinocchio - Storia di un burattino.

## Concezione e sviluppo
Nei primi concept art e sviluppi del film, Il Grillo avrebbe dovuto avere un ruolo più simile alla sua controparte letteraria, Pinocchio avrebbe dovuto schiacciarlo accidentalmente con un martello, e come nel romanzo, sarebbe ritornato come un fantasma per continuare a guidare Pinocchio sulla retta via. I produttori, dopo aver reso il loro Pinocchio più ingenuo e innocente riconsidereranno l'idea e diedero al personaggio un ruolo di guida morale e compagno di avventure, dandogli il nome di Jiminy Cricket, che sarebbe una storpiatura eufemistica della pronuncia inglese di Gesù Cristo, "Jesus Christ". Inizialmente doveva avere inoltre un aspetto più animale, ma poi Walt Disney stesso chiese di rimodellarlo in una versione più umanizzata, e inizialmente, con un aspetto più simile alla cavalletta protagonista del cortometraggio La cicala e la formica, uscito nel 1934 come parte della serie Sinfonie allegre .

## Biografia del personaggio
Il Grillo apre il film cantando Una stella cade, quindi racconta di come, quando ancora era un malvestito vagabondo, trovò casa dal falegname Geppetto, osservandolo creare la marionetta Pinocchio. Quella notte, su desiderio di Geppetto, la Fata Azzurra dona vita a Pinocchio, dicendogli che per diventare in carne e ossa dovrà dimostrarsi bravo, coraggioso e disinteressato. Il Grillo assiste alla scena e poi si intromette nel loro discorso quando Pinocchio chiede cosa sia la coscienza e lui tenta di spiegarlo. La Fata, quindi, nomina il Grillo come coscienza della marionetta, mettendo a nuovo i suoi vestiti con la magia e promettendogli una spilla dorata a missione compiuta.
Il giorno dopo, Pinocchio si incammina verso scuola e il Grillo si sveglia tardi, tuttavia incrocia il suo protetto in compagnia della coppia di imbroglioni truffaldini del paese, la Volpe ed il Gatto, che lo portano al teatro di Stromboli Mangiafuoco. Il Grillo tenta di dirgli di rifiutare l'offerta (quasi venendo schiacciato dal martello di Gatto), ma Pinocchio non lo ascolta. Il Grillo lo segue e assiste allo spettacolo e, non potendo negarne il successo, decide di andarsene sostenendo che gli attori non hanno bisogno di una coscienza.
Tuttavia, quando nota la carovana di Mangiafuoco partire, il Grillo decide almeno di augurargli buona fortuna, scoprendo Pinocchio in una gabbietta dove il burattinaio l'aveva rinchiuso, non volendo lasciarselo sfuggire. Dopo aver tentato inutilmente di forzare la serratura, giunge in loro soccorso la Fata Azzurra che li libera e i due corrono a casa di Geppetto. Dopo aver fatto promettere a Pinocchio di comportarsi correttamente, il Grillo lo sfida a chi arriva primo a casa. Nell'attimo che il Grillo lo distanzia, Pinocchio incappa di nuovo nel Gatto e la Volpe che lo conducono alla carrozza per il Paese dei Balocchi.
Il Grillo si accorge della sua assenza e lo insegue. Dopo un tempo non specificato, il Grillo ritrova Pinocchio nell'ormai deserto Paese dei Balocchi in compagnia di un ragazzaccio di nome Lucignolo, che si prende gioco di lui. Quando però Pinocchio prende le difese del ragazzo, il Grillo si indispettisce e se ne va, ma al molo scopre dell'oscuro segreto del posto: i bambini diventano asini e sono venduti al mercato nero. Il Grillo torna da Pinocchio e Lucignolo, che hanno iniziato a trasformarsi e, non potendo più fare nulla per Lucignolo divenuto ormai completamente ciuco, il Grillo e Pinocchio (nel frattempo con le orecchie e la coda da asino) tentano la fuga dalla scogliera e tornano a casa a nuoto.
La casa è però vuota: Geppetto non c'è. Solo polvere e ragnatele. Tramite un messaggio della Fata Azzurra i due capiscono che il falegname, nel cercare Pinocchio, è stato divorato da una feroce, mostruosa e gigantesca Balena mentre era diretto verso l'isola del Paese dei Balocchi. Pinocchio corre in mare a cercare la Balena, seguito dal Grillo (che inspiegabilmente riesce a respirare sott'acqua, forse per merito della magia della Fata). Quando però trovano la Balena, il Grillo rimane fuori dalla bocca del mostro, all'interno di una bottiglia e in balia dei gabbiani.
Quando la Balena apre finalmente la bocca per starnutire, il Grillo riesce finalmente a entrare, solo per poi uscire di nuovo notando che Pinocchio e Geppetto stanno tentando la fuga. Il Grillo viene poi ignorato durante lo scontro contro la Balena, finendo arenato sulla spiaggia dove è il primo a rinvenire il corpo inerme di Pinocchio. Tuttavia, essendosi dimostrato buono, coraggioso e disinteressato, Pinocchio diventa umano e il Grillo viene premiato con la promessa spilletta.
Nella versione originale è doppiato da Cliff Edwards, in quella italiana da Carlo Romano per il parlato e Riccardo Billi per il canto.

## Altri media
Grazie alla popolarità del film, moltissimi adattamenti de Le avventure di Pinocchio hanno spesso adottato l'idea di rendere il Grillo Parlante come un co-protagonista della storia o una guida per il burattino o anche un personaggio minore più prominente, spesso dandogli il ruolo di qualche altro animale come il Pappagallo del Campo dei miracoli. Restando in ambito Disney, queste sono le altre sue apparizioni fuori dal film:
- A partire dal film Pinocchio, entra a far parte della Banda Disney.
- È il narratore-spettatore nel film Bongo e i tre avventurieri.
- È un presentatore nella serie Disney-Sing-Along-Songs.
- Inoltre appare in alcune storie a fumetti, apparse su Topolino.
  - In una storia di Romano Scarpa si innamora di Grimilde e cerca di portarla nella buona strada (ricomparendo poi anche in altre storie con i Sette Nani).
  - Ne L'Inferno di Topolino, Grillo rappresenta la redenzione, guidando i peccatori della violenza a non seguire la tentazione (rappresentate da Gatto e Volpe) e di seguire "Biancaneve" (ossia la Fata nei panni di Beatrice).
  - Il fratellastro di Paperone, Gedeone, dirige uno dei giornali di Paperopoli chiamato "Il Grillo Parlante", il cui personaggio fa da mascotte.
  - È anche il protagonista narratore in 60 anni insieme, Da tutti noi a tutti voi, Buon Natale dal Grillo Parlante, Le meravigliose favole del Grillo Parlante e La storia di Paperino.
- Veste i panni dello Spirito del Natale Passato in Canto di Natale di Topolino. Qui usa il suo ombrello per viaggiare nel tempo con Scrooge (Paperone).
  - Un simile Grillo-Spirito del Natale Passato con un ombrello temporale ricompare in DuckTales, ma non si tratta del Grillo Parlante originale ma di un omaggio.
- Il manga Pinocchio, scritto da Osamu Tezuka, mischia il film Disney col libro originale e molti dei personaggi, Grillo incluso, mantengono l'aspetto e il carattere Disneyiano, per tanto buona parte delle sue azioni sono le stesse del film, più un paio di aggiunte alle scene originali: per esempio, Grillo è beccato da Mangiafuoco mentre tenta di liberare Pinocchio e tenta di bruciarlo, mentre Pinocchio chiede che venga risparmiato e che lui sia gettato nel fuoco, facendogli sostituire così Arlecchino. Altra differenza è che Geppetto è conscio della sua presenza ed è lui a ospitarlo in casa e per questa sua generosità deciderà di aiutare Pinocchio facendogli da coscienza per ripagare il gentil gesto. Per il resto, il Grillo rimane fedele al suo lavoro, separandosi solo o quando bloccato da qualcuno (come Gatto e Volpe) o allontanandosi un attimo (come quando va in cerca di prove per scagionare Pinocchio da Acchiappacritrulli, solo per tornare e scoprire che è stato amnistiato).
- Fa un rapido cameo in Chi ha incastrato Roger Rabbit, insieme agli altri personaggi.
- Ne Il ritorno di Jafar, il Genio assume brevemente le sembianze del Grillo per ammonire Iago.
- Nella serie animata Timon e Pumbaa, nell'episodio "Timonocchio", Rafiki prende le vesti del Grillo Parlante (ma nelle vesti di un normale grillo), cercando di avvisare Timon di non vantarsi troppo o dire troppe bugie, altrimenti la sua coda si allungherà, ma viene continuamente ignorato dal suricato che così facendo si mette nei guai.
- In Geppetto, il Grillo è assente, ma nella città di Bravoragazzo c'è una bambina che suona la sua canzone al violino.
- Nella serie televisiva House of Mouse - Il Topoclub è un ospite generoso. In un episodio, Grillo si stanca di seguire Pinocchio e si mette a seguire Topolino finché questi, stufo dei suoi continui consigli e moniti, lo fa riappacificare con il burattino.
  - In Il bianco Natale di Topolino - È festa in casa Disney, invece, consiglia Topolino di chiedere un desiderio alla Stella per fare in modo che Paperino capisca il senso del Natale.
- In Alla ricerca di Nemo, Marlin e Dory menzionano il Grillo con il dialogo "Sei ...sei la mia coscienza?", e "Sì, sono la tua coscienza".
- In C'era una volta, Grillo era un tempo un umano di nome Jiminy, figlio dei truffatori Martin e Myrna (correlativi del Gatto e la Volpe) da lui odiati che, nel tentativo di punirli con una pozione magica di Tremotino, ha finito con il maledire per sbaglio i genitori del piccolo Geppetto (che gli aveva donato un ombrello), trasformandoli in marionette inanimate. Per farsi perdonare, Grillo chiede alla Fata Turchina un modo per lasciare i genitori e guidare il giovane Geppetto, diventando il Grillo Parlante. In forma Grillo, comunica con uno speciale microfono che traduce i suoi frinii in lingua umana, aiutando non solo Geppetto e Pinocchio, ma anche altri personaggi quali Biancaneve e il Principe James. Sotto l'effetto del Sortilegio, Jiminy torna umano ed è lo psicologo di Storybrooke (e anche giudice di pace e banditore a eventi importanti), è inoltre anche il padrone di Pongo. A interpretarlo è Raphael Sbarge.
- Appare anche brevemente in Il meraviglioso mondo di Topolino, insieme ad altri personaggi in un cameo.
- Ricompare, animato in CGI, nel remake Pinocchio del 2022, in cui è più dedicato al suo ruolo di coscienza rispetto alla versione originale, venendo più ascoltato da Pinocchio, e venendo separato da lui solo per via diretta degli antagonisti (quale l'essere chiuso in un barattolo dalla Volpe, cadendo dalla carrozza del Postiglione o venendo calciato via da Lucignolo). Non è suscettibile quanto l'originale, infrange un po' più volte la quarta parete mentre narra la storia (al punto di conversare con il sé stesso narratore a inizio storia), è più visibilmente spaventato dal bagnarsi, non chiede la medaglia e viene anche presentato a Geppetto. È doppiato in inglese da Joseph Gordon-Levitt e in italiano da Edoardo Stoppacciaro (che già lo doppiò in C'era una volta).
- Nel libro A Twisted Tale - La Stella dei Desideri, il Grillo Parlante ha lo stesso ruolo del film, con l'unica differenza che il Grillo cerca la Fata dopo il finale e, in persona, gli viene conferita la spilla e gli sarà chiesto di vegliare ancora su Pinocchio.[2]
- In Once Upon a Studio, Il Grillo compare alla fine del corto, nel finale dalla canzone (cantata da tutti in coro) di Una stella cade prima di fare la foto di gruppo. Nell'edizione originale, il suo unico versetto durante la canzone è lo stesso del film originale (dettaglio non ripetuto in Italia o altri paesi).

### Videogiochi
- Nel videogioco basato sul film, Grillo compare in un unico livello, in cui si apposta sul lampione per vedere lo spettacolo di Mangiafuoco, scacciando via le falene.
- Appare anche nel videogioco La rivincita dei Cattivi dove aiuta il protagonista nel fermare gli antagonisti di un libro di fiabe da lui strappato nel trionfare contro i protagonisti.
- In Kingdom Hearts, Grillo è originario del mondo del Paese dei Balocchi, in cui era stato nominato coscienza di Pinocchio. A seguito della distruzione del suo mondo, finisce al Castello Disney e in seguito diventerà cronista dei viaggi delle avventure di Sora, Pippo e Paperino. Nei giochi ha il ruolo marginale di cronista, intervenendo nella storia solo quando la trama si svolge attorno ai suoi Grillari (i suoi diari di bordo) o ha a che vedere con Pinocchio. Nel manga, tuttavia, appare più frequentemente, finendo pure con lo sconfiggere pressocché da solo uno dei membri dell'Organizzazione XIII.